# Авголида
Авголѝда (на гръцки: Αβγολίδα; на турски: Kurtuluş) е село в Кипър, окръг Фамагуста. Според статистическата служба на Северен Кипър през 2011 г. селото има 106 жители.
Де факто е под контрола на непризнатата Севернокипърска турска република.